# Wiktor Elpidiforowitsch Borissow-Mussatow

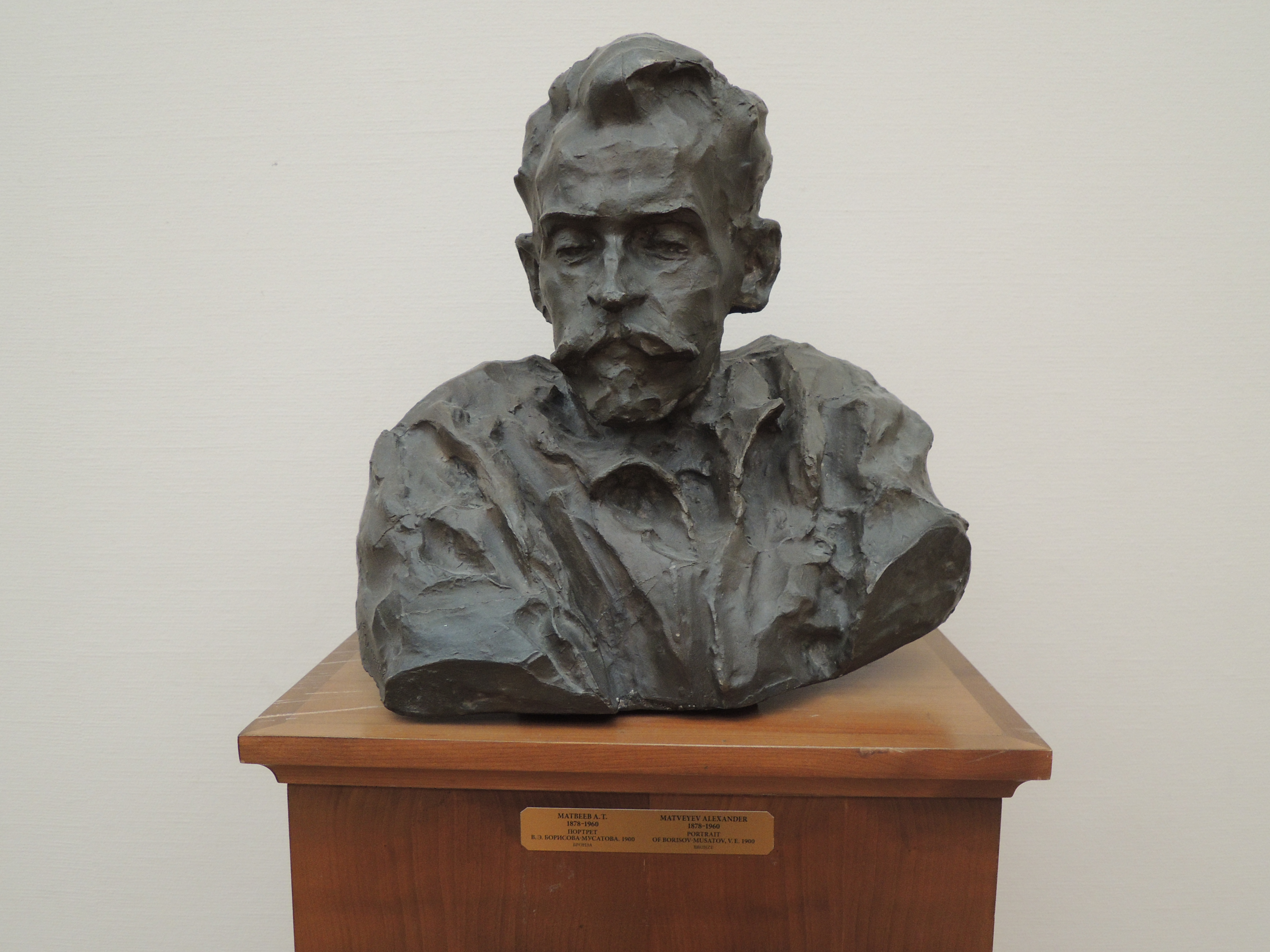
Wiktor Elpidiforowitsch Borissow-Mussatow (Alexander Matwejew, 1900, Tretjakow-Galerie)

Wiktor Elpidiforowitsch Borissow-Mussatow, geboren Wiktor Elpidiforowitsch Mussatow, (russisch Виктор Эльпидифорович Борисов-Мусатов; * 2. Apriljul. / 14. April 1870greg. in Saratow; † 26. Oktoberjul. / 8. November 1905greg. in Tarussa) war ein russischer Maler.

## Leben

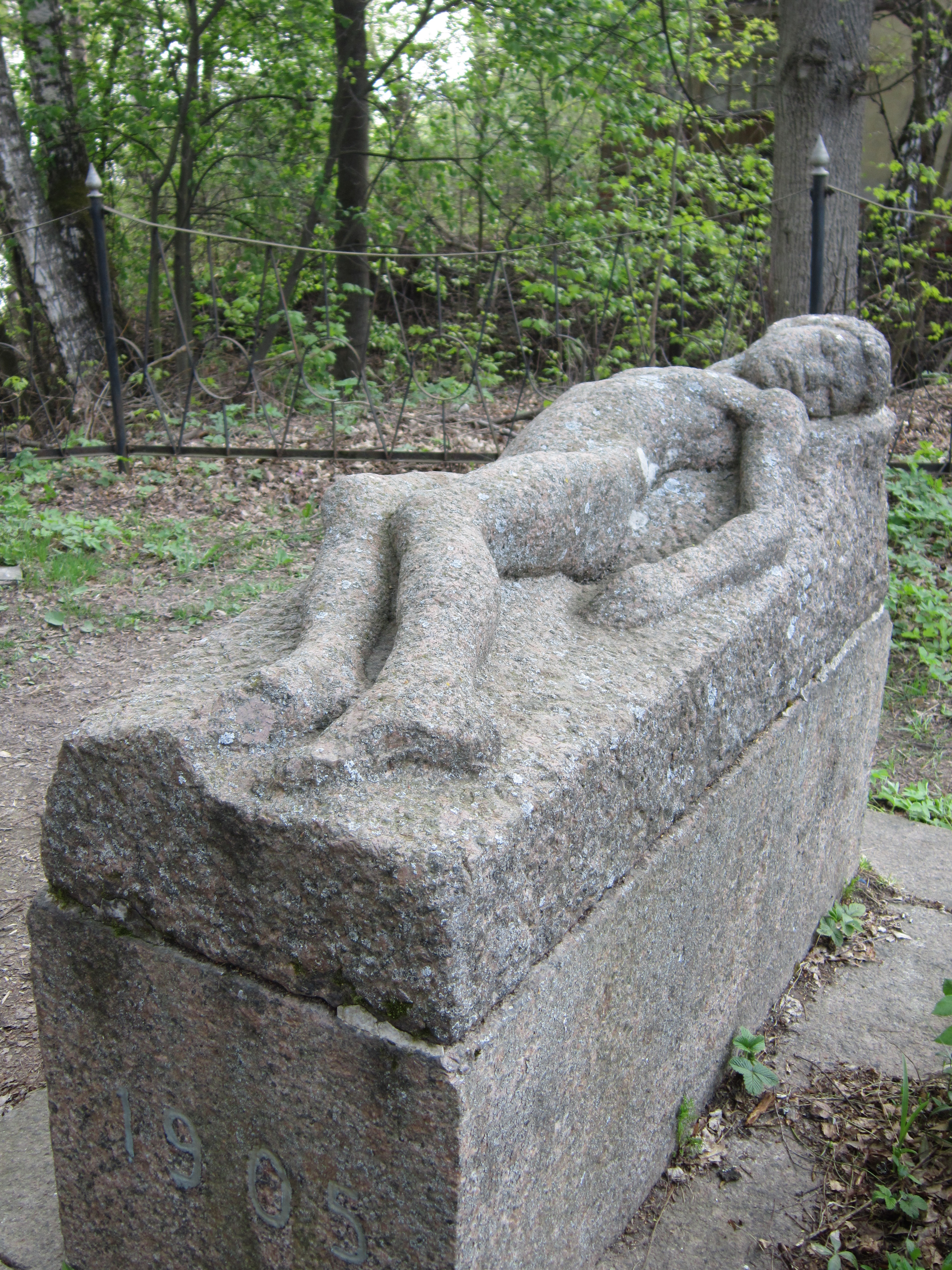
Borissow-Mussatows Grabdenkmal

Borissow-Mussatows Eltern waren der Eisenbahnangestellte Elpidifor Borissowitsch Mussatow und seine Frau Jewdokija Gawrilowna Mussatowa, die Leibeigene gewesen waren. Der Großvater Boris Alexandrowitsch Mussatow war eine außergewöhnliche Persönlichkeit, so dass Mussatow später als Künstler den Vornamen seines Großvaters seinem Familiennamen voranstellte. Im Alter von drei Jahren erlitt er durch den Sturz von einer Bank eine schwere Wirbelsäulenverletzung, die zur Bildung eines Buckels führte und seine Gesundheit fortdauernd beeinträchtigte. 1881 kam er in die zweite Klasse der Saratower Realschule.
Borissow-Mussatow zeichnete gern und erhielt seinen ersten Unterricht von dem Zeichenlehrer Wassili Wassiljewitsch Konowalow, nachdem er 1884 den Schulbesuch abgebrochen hatte. Borissow-Mussatow lernte dann im Saratower Atelier für Malerei und Zeichnen der Gesellschaft der Schönen Künste und studierte ab 1890 an der Moskauer Hochschule für Malerei, Bildhauerei und Architektur und schließlich in St. Petersburg an der Kaiserlichen Akademie der Künste bei Pawel Tschistjakow. 1895–1898 studierte er in den Wintern an Fernand Cormons privater Malschule in Paris, während er die Sommer in Saratow verbrachte.
Borissow-Mussatow stand den Künstlern der Mir Iskusstwa nahe. 1895 reiste er auf die Krim und in den Kaukasus. Er trat in die Union der Russischen Künstler ein.
Ab 1898 lebte Borissow-Mussatow hauptsächlich in einem Haus in Saratow, das jetzt das Borissow-Mussatow-Museum ist. Ab 1901 lebte er zeitweise auf dem Landgut Subrilowka der Fürsten Galitzin im Gouvernement Saratow, das von den Besitzern nur selten besucht wurde. 1903 heiratete er in Saratow Jelena Wladimirowna Alexandrowa (1874–1921), die seine Muse wurde. Im selben Jahr zogen sie nach Podolsk um. Im Dezember 1904 wurde die Tochter Marianna (1905–1991) geboren. Den Herbst 1905 verbrachte die Familie in der Datsche des Kunsthistorikers Iwan Zwetajew in Tarussa. Dort starb Borissow-Mussatow plötzlich und wurde entsprechend seinem Wunsch am Ufer der Oka am Stadtrand von Tarussa begraben. 1910 wurde auf seinem Grab das von seinem Freund Alexander Matwejew geschaffene Grabdenkmal aufgestellt.
Marianna Wiktorowna Borissowa-Mussatowa wurde Grafikerin und heiratete den Kunsthistoriker Sergei Troinizki.

## Werke

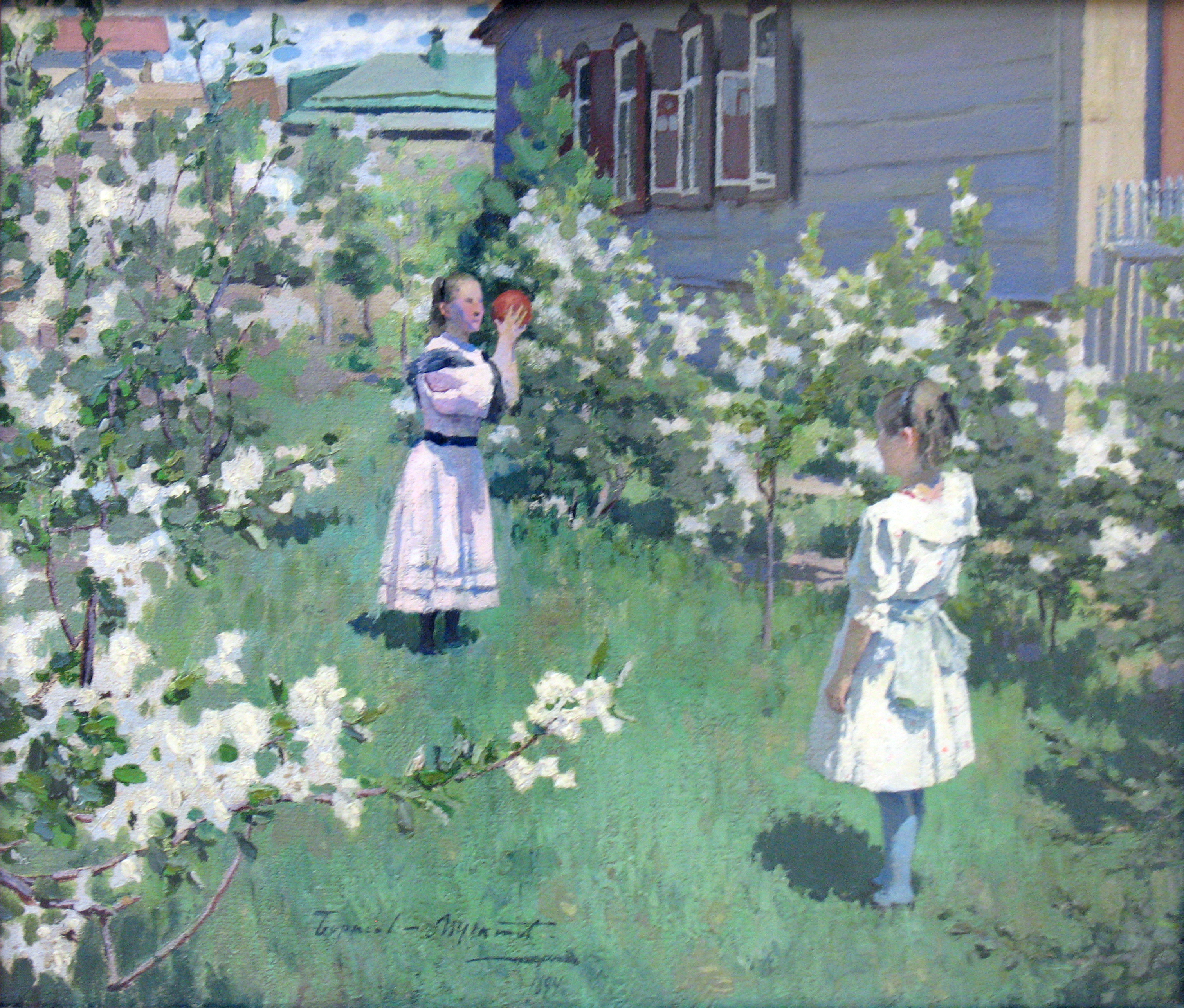
Maiblumen (1894, Tretjakow-Galerie)
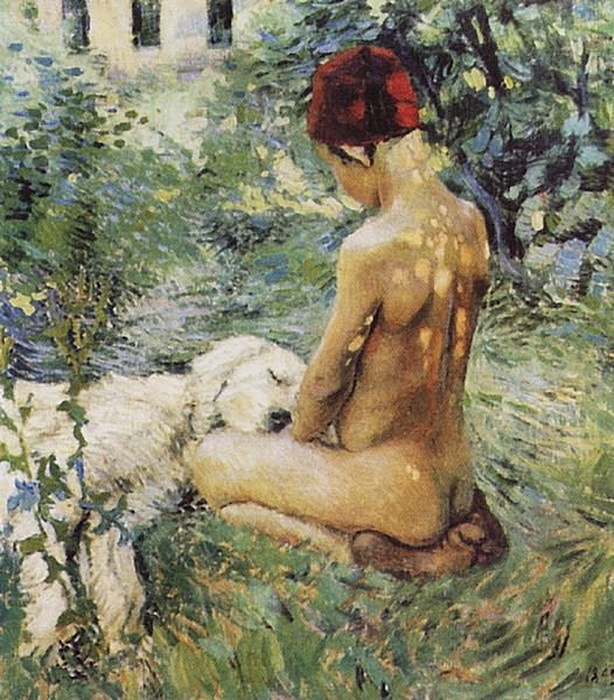
Mädchen mit Hund (1895)
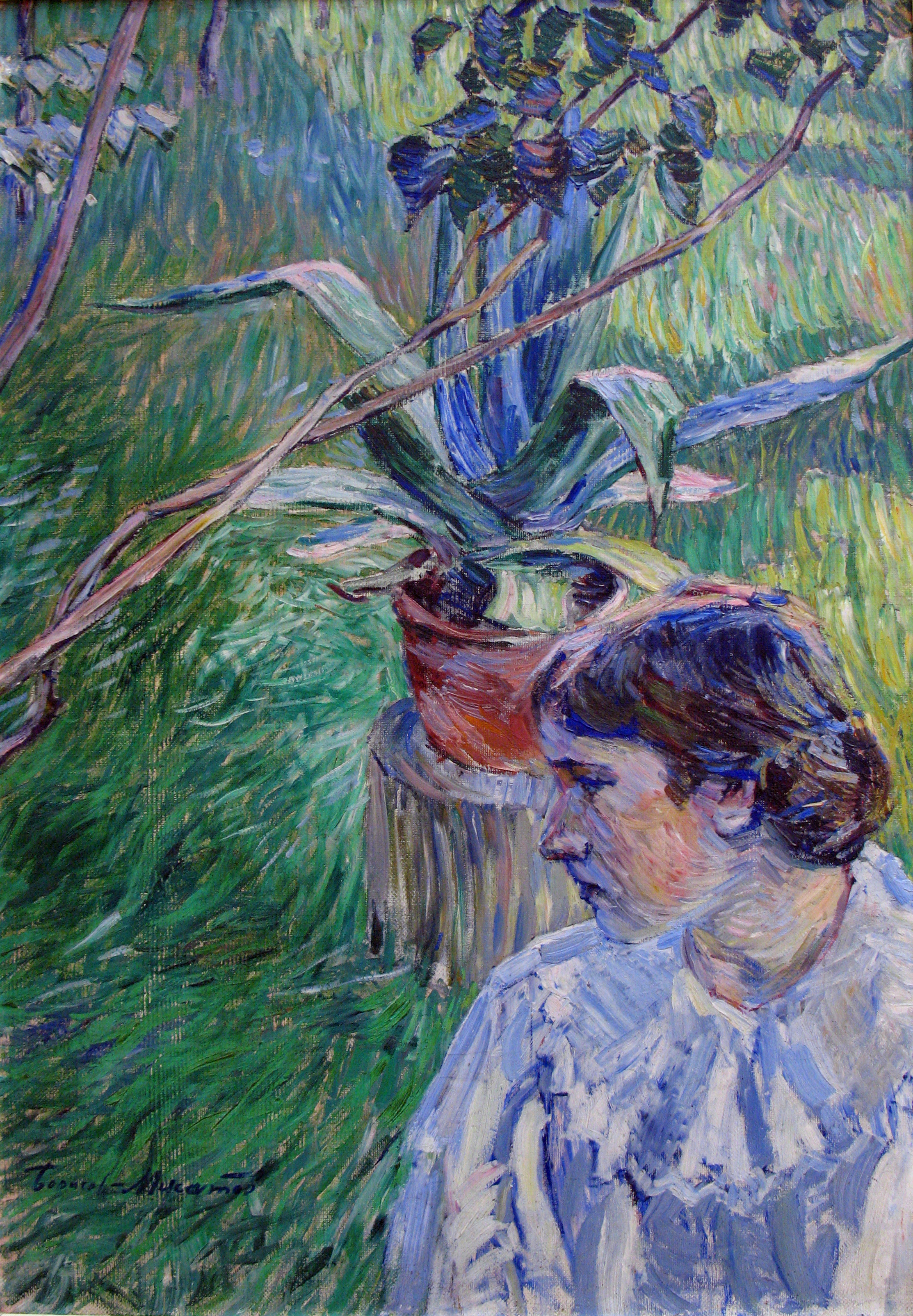
Mädchen mit Agaven  (1897, Tretjakow-Galerie)
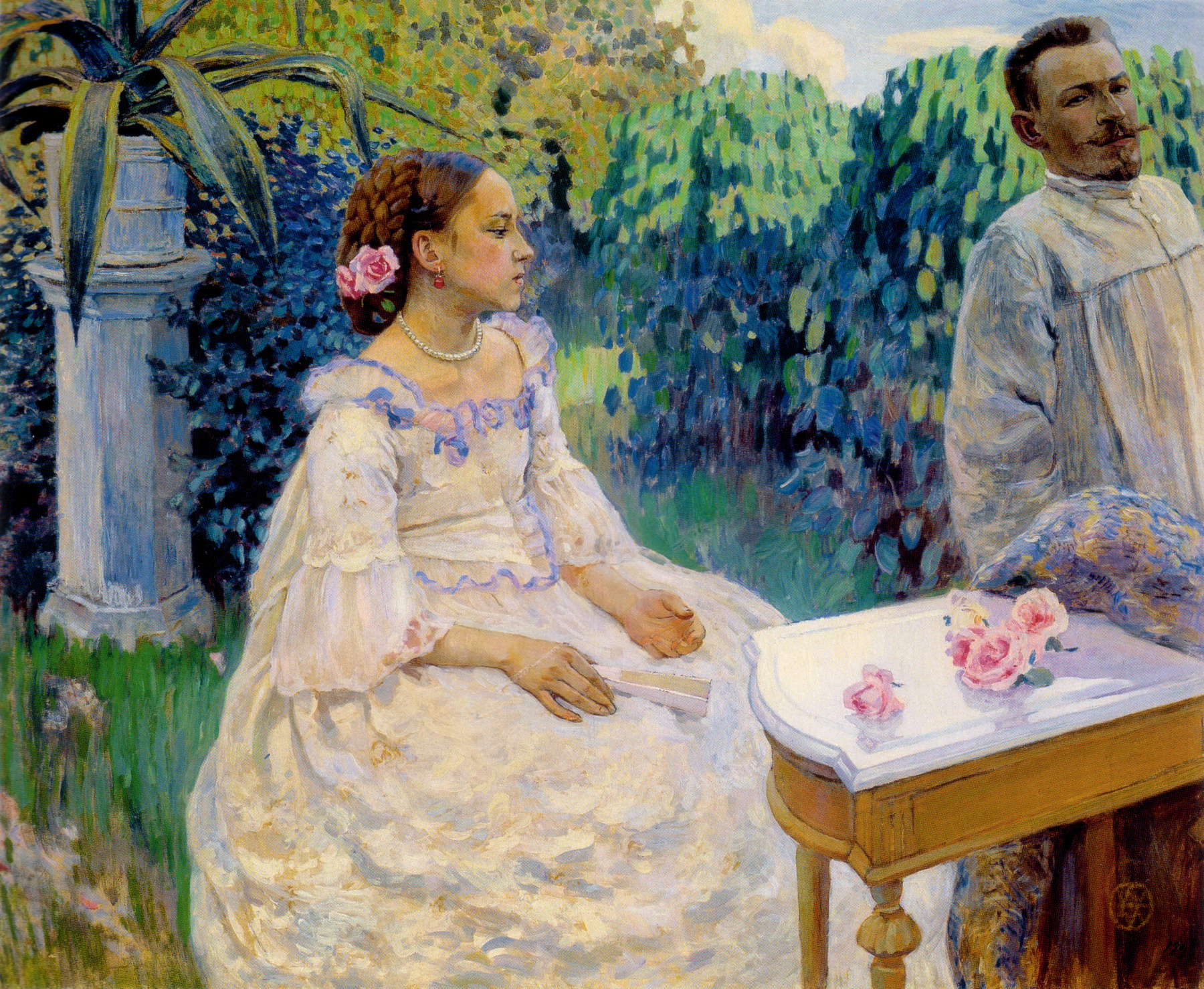
Selbstporträt mit Schwester (1898, Russisches Museum)
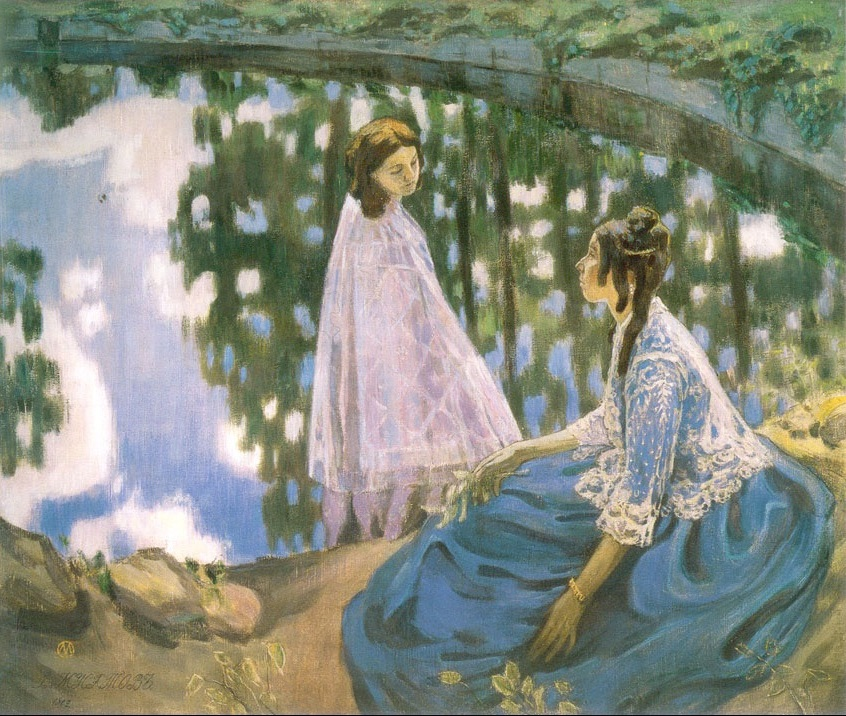
Das Wasserbecken (1902, Tretjakow-Galerie)
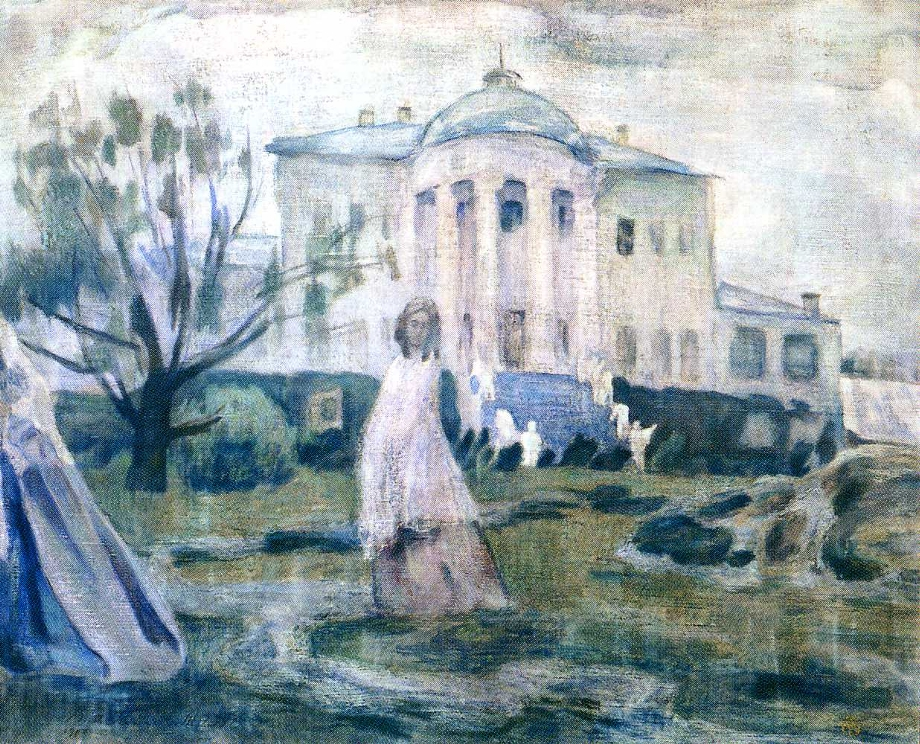
Geister (1903, Tretjakow-Galerie)
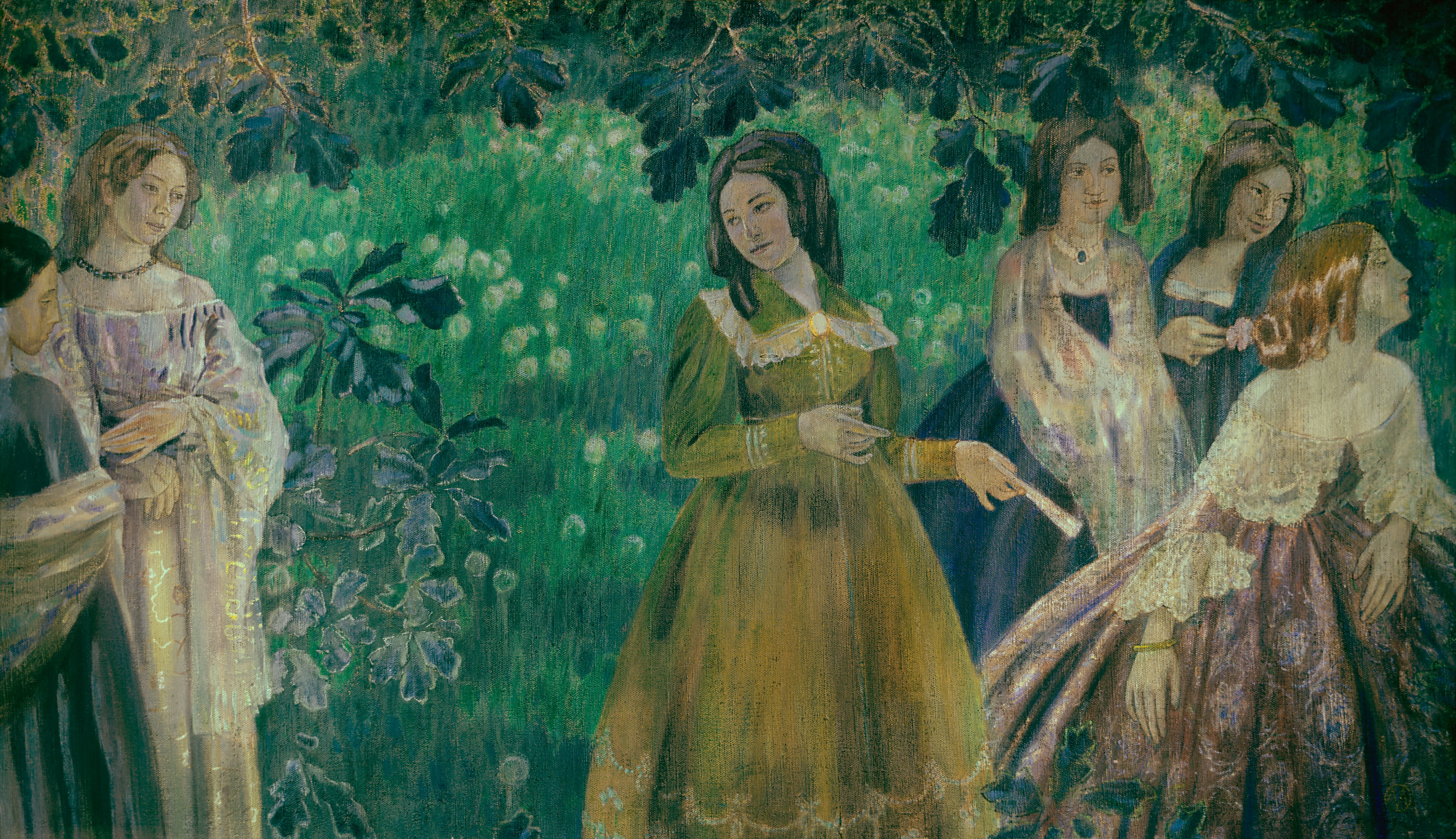
Die Smaragd-Halskette (1903/1904, Tretjakow-Galerie)
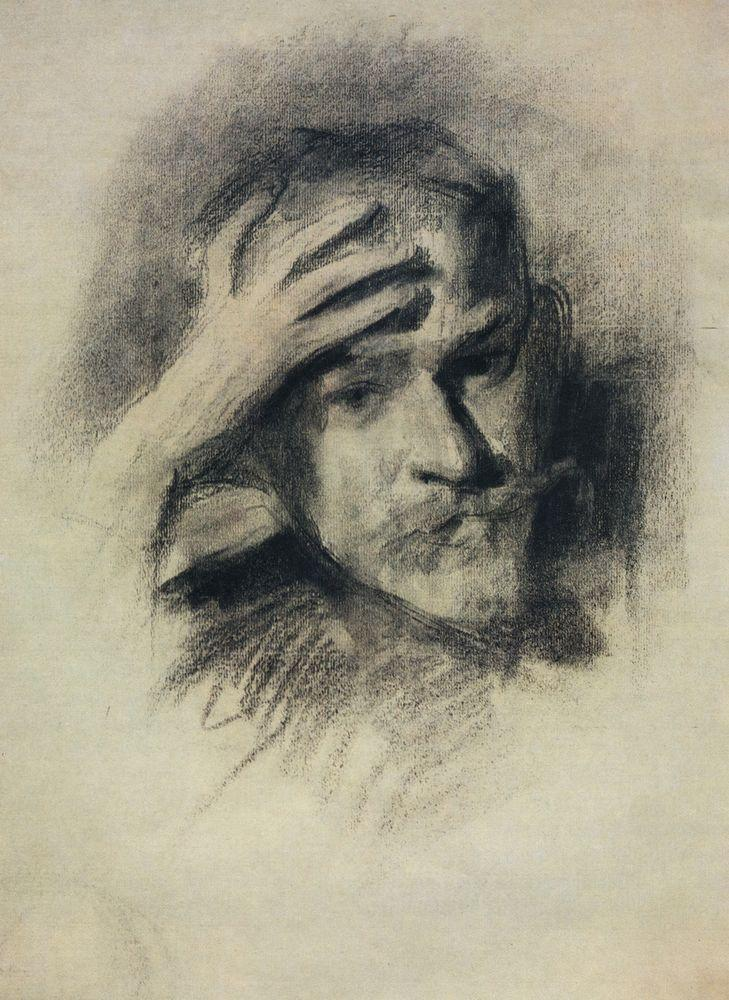
Selbstporträt (1904/1905)